# Angélo Tulik
Angélo Tulik, né le 2 décembre 1990 à Moulins, est un coureur cycliste français. Professionnel de 2012 à 2019 au sein de la même structure, il a notamment été champion de France de poursuite par équipes en 2009. Il a participé à quatre grands tours, dont trois Tours de France en 2015, 2016 et 2017.

## Biographie

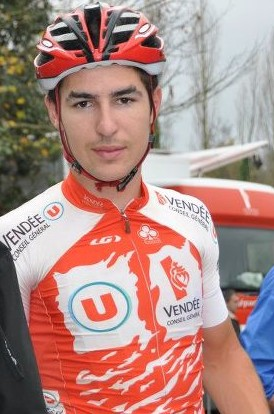
Angélo Tulik avec le maillot de Vendée U.

En 2009, Angélo Tulik rejoint le Vendée U. En 2011, il participe  aux championnats du monde sur route espoirs et remporte un grand nombre de victoires  ce qui lui permet, en 2012, d'être recruté par l'équipe continentale professionnelle Europcar.
Il obtient sa première victoire professionnelle en 2012 lors de la 4e étape du Rhône-Alpes Isère Tour.
Il s'impose également en 2013 en gagnant la 4e étape du Tour des Fjords en Norvège.
En 2014, il passe en vainqueur la ligne d'arrivée lors de la treizième édition de la Roue tourangelle, monte sur la seconde marche du podium lors du Tour du Doubs et participe pour la première fois au Tour d'Italie qu'il termine à la 123e position.
Au cours de l'année 2015, il participe pour la première fois au Tour de France et termine 91e du classement final à Paris.
En 2016, il participe pour la seconde fois au Tour de France mais doit abandonner au cours de la douzième étape. Tulik est remplaçant pour la course en ligne des championnats du monde 2016 disputés au Qatar. Au mois d'octobre, il prolonge le contrat qui le lie à l'équipe continentale professionnelle Direct Énergie.
Au cours de l'année 2017, il participe une nouvelle fois au Tour de France et boucle l'épreuve en quatre-vingt-neuvième position.
En juillet 2018, il est sélectionné par Cyrille Guimard pour représenter la France aux championnats d'Europe de cyclisme sur route.
Il se classe quatrième du championnat de France de cyclisme sur route au premier semestre 2019. En fin d'année, il annonce arrêter sa carrière de coureur à 29 ans.

## Palmarès sur route et classements mondiaux

### Palmarès
- 2009
  - Boucles de la Loire
  - 2e du Prix de Thorigny
- 2010
  - Nantes-Segré
  - 3e étape de Loire-Atlantique espoirs
  - 2e des Boucles de la Loire
  - 2e du Tour des cantons de Mareuil et Verteillac
  - 2e du Challenge La France Cycliste Espoirs
- 2011
  - 7eb étape du Tour du Chili
  - Circuit de la vallée de la Loire
  - Tour de Rhuys
  - 4e étape du Circuit des plages vendéennes
  - 5e étape de l'Essor breton
  - Tour de la Dordogne :
    - Classement général
    - 1re et 3e étapes

  - 1re étape des Deux Jours cyclistes de Machecoul
  - 2e du Circuit du Bocage vendéen
  - 2e de Paris-Connerré
  - 2e du Saint-Brieuc Agglo Tour
  - 3e du Grand Prix de Cherves
  - 3e des Boucles Nationales du Printemps
  - 3e de Paris-Tours espoirs
- 2012
  - 4e étape du Rhône-Alpes Isère Tour
- 2013
  - 4e étape du Tour des Fjords
- 2014
  - Roue tourangelle
  - 2e du Tour du Doubs

### Résultats sur les grands tours

#### Tour d'Italie
1 participation
- 2014 : 123e

#### Tour de France
3 participations
- 2015 : 91e
- 2016 : abandon (12e étape)
- 2017 : 89e

### Classements mondiaux
| Année            | 2010  | 2011 | 2012 | 2013 | 2014 | 2015 |
| ---------------- | ----- | ---- | ---- | ---- | ---- | ---- |
| UCI World Tour   |       |      |      |      | 185e |      |
| UCI America Tour |       | 274e |      |      |      |      |
| UCI Europe Tour  | 1149e | 516e | 557e | 365e |      | 398e |

## Palmarès sur piste
- 2008
  - 2e du championnat de France de l'américaine juniors (avec Kévin Francillette)
- 2009
  -  Champion de France de poursuite par équipes (avec Damien Gaudin, Jérôme Cousin et Bryan Nauleau)